# Evanescence (álbum)
Evanescence es el tercer álbum de estudio de la banda estadounidense de rock Evanescence. Lanzado al mercado musical el 11 de octubre de 2011 a través del sello discográfico Wind-up Records, después de varios aplazamientos realizados por la misma banda. El proceso de grabación inició el 22 de febrero de 2010 con el productor Steve Lillywhite en su estudio; pero más tarde dejaron de grabar con él porque «no era el adecuado». En ese entonces, el disco estaba pautado para ser lanzado entre agosto y septiembre de 2010; sin embargo, Lee emitió un comunicado donde informaba que Evanescence había dejado el estudio para escribir más material. A mediados de abril de 2011, los músicos reaunudaron la grabación con un nuevo productor, Nick Raskulinecz.
Según Lee, la banda tomó como influencias a Björk, Depeche Mode, Massive Attack, MGMT y Portishead en el álbum. Las canciones de Evanescence contienen elementos del rock gótico, nu metal y el hard rock, así como nuevos elementos electrónicos.El álbum recibió críticas generalmente positivas de los medios de música, ellos elogiaron los nuevos elementos musicales en el sonido de las canciones y la voz de Lee. Evanescence debutó en el número uno en la lista Billboard 200 con 127 000 copias vendidas en su primera semana y también superó las cuatro listas de Billboard. Evanescence también fue un éxito en todo el mundo, apareciendo en las lista de más de veinte países. La banda promocionó algunas de las canciones en varios sitios de internet y también presentándose en varios programas de televisión.

## Antecedentes
En una publicación de noticias de la página web de Evanescence durante junio de 2009, Amy Lee mencionó que la banda estaba en el proceso de escribir nuevo material para un nuevo álbum propuesto para ser lanzado en 2010. Amy declaró que la música sería una evolución a comparación en los trabajos anteriores y que será «mejor, más fuerte, y más interesante». Lee describió además la música de Evanescence como «épico, oscuro, grandioso, hermoso y desesperante». Durante una entrevista con la revista Spin, Lee llamó a las grabaciones como «divertidas». Además reveló: «Cuando escucho nuestra música vieja veo ahí es donde yo estaba en mi vida en ese momento. Este ha sido un viaje largo y dificultoso de contar.Pero esta vez tratare de no tomarlo todo tan en serio».
En una entrevista con Billboard Lee comento: «Cuando finalizó la gira [después del álbum de 2006 The Open Door], me despedí sin saber lo que iba a hacer a continuación, y no estaba segura de si Evanescence volvería a surgir». Lee tomó un descanso de la música durante dieciocho meses, y al final se decidió que «quería trabajar con los chicos, y que este trabajo se convirtió algo más que un proyecto de grupo». Además la cantante de Evanescence admitió que tenía una crisis de identidad diciendo: «[el éxito de Fallen] sucedió muy rápido, y que solo se disperse por un par de años, nosotros decidimos ir directo al proceso de escritura y decidimos escribir canciones para el próximo álbum. Cuando terminamos de gira con The Open Door, solo pedía un cambio en “¿Quién soy yo como compositora?”».
 Durante esa época, Lee comenzó a pasar mucho tiempo pintando y apreciando el trabajo de otras personas, yendo a conciertos, museos y escuchando música folk e indie.
El proceso de creación comenzó en 2009, cuando Lee escribió una canción para el álbum, tenía un sonido electrónico, una dirección diferente a su estilo habitual. Lee añadió: «Recuerdo escucharla una y otra vez, tan obsesionada con la forma en que yo solía obsesionarme con la música de Evanescence. Esa fue la chispa para mí — para ir hacia el sonido electrónico y traer un poco de eso en lo que Evanescence está haciendo». Ella dijo que todos los miembros de la banda participaron en la escritura de las canciones, «por lo general siempre fui yo y una co-guionista. […] Esta vez todo mi equipo tenía algo que ver con eso desde el comienzo». Ella reveló: «tuvimos un montón de sesiones de grabación donde todo mi equipo estaba con sus instrumentos desarrollando ideas. Eso fue aterrador para mí en el pasado. Tienes que ser rápido para mantenerte al día y yo no tenía esa confianza, lo que es divertido, porque he tocado música toda mi vida. Además, no todos estaban siempre de acuerdo sobre el sonido de la banda. Pero ahora, todos estamos en la misma dirección y todos aportamos algo bueno a la mesa».

## Composición

### Escritura y grabación

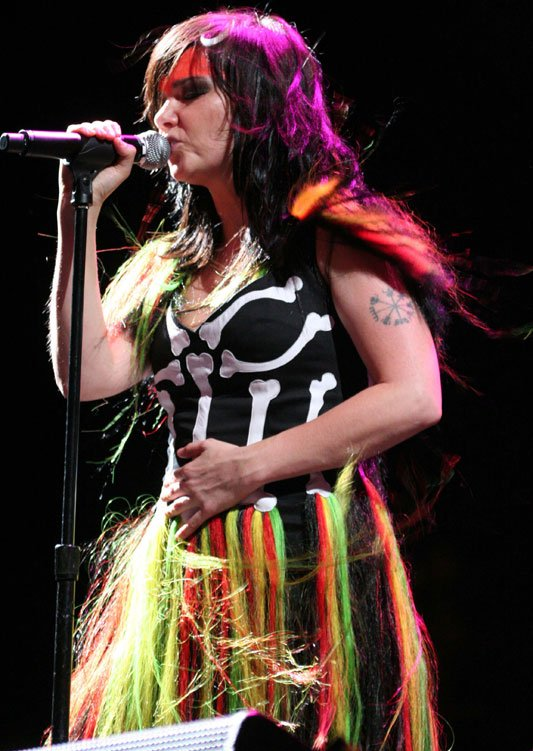
Lee usa como referencia a Björk (Imagen) una de las influencias en Evanescence.

Durante las sesiones que la banda mantuvo con Steve Lillywhite, Lee describió al álbum como un «sonido variado» con canciones pesadas y canciones sencillas. En el álbum hay influencias electrónicas y un sonido potente de batería. Durante las sesiones con Nick Raskulincecz, Lee habló sobre el tema del álbum diciendo que ella se inspiró en la naturaleza, ella comento:«el océano ha sido un tema. La vulnerabilidad se ha convertido en un tema limitado, sin ofrecer necesariamente una solución». Ella agregó que la banda utilizó una gran cantidad de nuevos instrumentos como el arpa, sintetizadores y teclados antiguos. En una entrevista con Kerrang!, añadió que se sintió inspirada a la vida diciendo: «el álbum habla sobre mis vínculos con la música. Los temas musicales han ido más agresivo comparándolo con los álbumes anteriores».
Lee señaló que el álbum fue divertido, pero no de una «manera jocosa». Añadió que la banda se divirtió durante las grabaciones de las canciones. Los temas eran sobre la «vulnerabilidad y la búsqueda de la libertad». Otra inspiración vino de su relación con los aficionados de Evanescence.Lee reveló: «Yo realmente puedo interpretar canciones sobre mis relaciones con los aficionados de Evanescence. Siempre hay una gran relación en una grabación en las que yo canto en la mayoría. Personalmente siento una gran relación en este álbum con los aficionados de la banda. Creo que líricamente logras estar escuchando mucho acerca de una pelea en una relación o el amor en una relación, es sobre lo que trato interpretar en este disco». En una entrevista con la revista Spin, Lee comento que ella compuso algunas de las canciones con un harpa [...] entre ellas las baladas «Secret Door» y «My Heart Is Broken». La influencia para este álbum fueron los artistas Björk, Depeche Mode, Massive Attack, MGMT y Portishead. Lee durante una entrevista concedida los Rolling Stone comento: «Recuerdo cuando escuché por primera vez MGMT, su primer álbum - me encantó, me encantó. Y de hecho empecé a inspirarme en ese tiempo con sintetizadores y esas cosas. Siempre me han gustado Portishead, Massive Attack, esas cosas electro... Algo de eso lo ha logrado aquí. Pero creo que cuando finalmente encontré que la parte perfecta era combinar esas dos cosas, combinar Evanescence con nuevos elementos».

## Título
En junio de 2012, Amy Lee anunció que el nombre del álbum sería homónimo a la banda. Asimismo explicó que se dio cuenta de lo mucho que amaba a la banda y se metió de nuevo en una «forma real y completa», dándose cuenta de que la banda es una «verdadera parte de mi y me hace muy, muy feliz de estar con ellos». Lee también reveló el razonamiento detrás del título del álbum: «se trata de la banda, es mucho más que una grabación entre nosotros pero empecé a pensar en ellos, y también que todo este disco, el contenido de las letras y un montón de cosas que está a punto de mí es sobre amor con Evanescence, con lo que he obsesionado durante una década». A la vez reveló: «tenía un montón de ideas para el título del álbum. Pero a medida que se hacía más y más acerca gran parte de la banda logró su colaboración, se sentía como esto es lo que somos, una banda. Y para tener ese sentimiento en la música donde Evanescence está tan entusiasmada, que era solo el único título que encajaba muy bien. Se trata de volver a caer en el amor con este álbum de una manera importante Durante una entrevista concedida a MTV News, Lee dijo que diecisiete canciones fueron grabadas para el álbum, pero que no todos ellas serían incluidos en Evanescence. Más tarde se afirmó que todas las canciones las colocaría en una edición de lujo y que la edición estándar contendría conformada únicamente por doce canciones.
La portada del álbum fue revelado el 30 de agosto de 2011, en el sitio web oficial, en el cual se refleja el nombre de la banda por escrito sobre un fondo negro. Durante una entrevista concebida a MTV News Lee habló sobre el diseño de la portada diciendo: «Bueno, los otros dos álbumes nuestros tienen como portada mi rostro, y creo que es genial tenerme como portada, ya sabes, que la gente pueda mirar y decir, bueno, eso es lo que es. Pero siento que ahora, ellos saben lo que somos, y quería algo realmente diferente. No fue necesario tener que poner una foto mía en la portada, yo quería que fuera más misterioso y más sobre Evanescence, que no se fijen solamente en mi y añadió: «la idea no tiene muchas fotos en la parte interior del disco así que pensé que era realmente genial. Todas las imágenes y el arte de tapa es un producto sobre el significado de la palabra '’Evanescence’’».

## Recepción

### Críticas
Evanescence ha recibido críticas en su mayoría positivas de los medios gráficos. Metacritic le asigna una puntuación media de 63 al álbum basado en ocho críticas, lo que indica «críticas generalmente favorables». Antes de su lanzamiento, el álbum se colocó en varios listas incluyendo a la del sitio web Spin entre «Los 26 álbum más importantes del otoño», Entertainment Weekly lo añadió en su lista «Los discos del otoño que estamos deseando escuchar», y la revista Rolling Stone la incluyó en su lista de «Presentación de la música del otoño: Los álbumes más calientes de la temporada». Rick Florino de Artistdirect escribió que el álbum era «su mejor álbum modificado», y agregó,«Evanescence representa al rock moderno en su máxima expresión, y este disco es una prueba más. Logran experimentar un momento inalterable y fresco.Eso no es una tarea fácil, y muy pocas bandas logran hacer eso. Evanescence es espacial, fuerte y completamente vivo». En otra crítica, él llamó al álbum «alucinante», diciendo que el rango vocal de Lee «permanece más allá de lo impresionante como ella lleva melodías inmortales a la gloria hace tiempo».
Stephen Thomas Erlewine de Allmusic, elogió la producción de Raskulinecz, la voz de Lee, la «cantidad exacta de seductivos multigéneros» y añadió que el sonido de la banda era «menos torturador aunque aún es bastante dramático». El crítico de Entertainment Weekly Kyle Anderson dijo que «cuando [Lee] utiliza recursos orquestales excesivos para librar una entrada aérea sobre sus demonios es algo más que la mujer-símbolo del equipo». Edna Gundersen de USA Today, criticó la producción de Raskulinecz y el sonido electrónico del álbum, diciendo «en moderación, el grito emotivo de Lee resalta la magia medieval hipnótica de los temas de Evanescence. Hay algo de electrónica en la mezcla, pero predominan las esencias del rock de la banda y su gusto por las cuerdas ruidosas, al igual que su talento para trasmitir una horrible desesperación».
Lewis Corner de la página web Digital Spy dio al álbum cuatro estrellas de cinco, indicó que el sonido grabado por la banda estuvo presente en el álbum. Marcos Lepage de The Gazette da la conclusión de que el álbum era "tan sólido que empieza a tener un sonido irregular, ruidoso y épico". Chad Grischow de IGN escribió que Evanescence es un «gran disco que ofrece la persistencia familiar» . Rob Williams de Winnipeg Free Press clasificó al álbum como gótico nu-metal y hard rock con una orquestación espectacular que hace que todo suene «amplio y vivo» y concluyó:«con tantos sonidos e instrumentos adicionales, la desesperación nunca tubo un sonido tan épico». Marc Hirsh de The Boston Globe concluyó que el álbum captura «cada parte subida es algo diferente muy por encima de sus tendencia obtendrídas por su cuenta» . Steven Hyden del The A.V. Club dio una crítica negativa para el álbum en el proceso de la escritura:«maniáticamente narcisista, Evanescence es cursi en el camino solitario, la música es tan triste y sin sentido del humor, y sin embargo puede ser irremediablemente estúpida».

### Posiciones de Lista
Evanescence se publicó oficialmente el 11 de octubre de 2011 alcanzó el puesto uno en el Billboard 200 en la primera semana, el 15 de octubre vendió más 127 000 copias de acuerdo por Nielsen SoundScan. Logró convertirse en el segundo álbum debut de
Evanescence en el número uno en esta gráfica. Sin embargo, la primera semana de ventas fueron inferiores en comparación al último álbum de la banda, The Open Door, del que se vendieron más de 447 000 copias en su primera semana. También supero las gráficas álbumes digitales, álbumes Top Rock, la alternativa y la gráfica del Hard Rock Albums en el mismo país. Vendió más de 40 000 copias en su país natal de acuerdo con el sitio Billboard. también se convirtió en el álbum ciento cuarenta y uno más vendido de 2011. En agosto de 2012, el álbum ha vendido 421 000 copias en los Estados Unidos. Evanescence vendió más de 2 000 copias en su primer día en las tiendas del Reino Unido y más tarde debutó en el número cuatro en las gráficas del dicho país vendiendo 26 221 copias en su primera semana. Fue certificado platino por la Industria Fonográfica Británica (BPI) el 11 de noviembre de 2011, los envíos indicarón que comercializó más de 60 000 ejemplares.

## Lanzamiento y promoción
En primera instancia durante las sesiones de grabación de Steve Lillywhite,Evanescense estaba programado para su lanzamiento entre agosto y septiembre de 2010. Fue reprogramado para el 11 de octubre por Wind-up Records. En Alemania, Evanescence fue lanzado el 7 de octubre, la edición de lujo del álbum está disponible en la tienda iTunes Store. Los fragmentos de las canciones «What You Want», «The Other Side» y «Lost in Paradise» fueron previamente presentados en MTV News el 11 ,13 y 15 de julio respectivamente. Varias canciones del álbum se pusieron disponible en internet, incluyendo a «The Other Side», que se estrenó el 21 de septiembre en Hot Topic, «My Heart Is Broken» el 27 de septiembre, y «End of the Dream» el 4 de octubre de 2011, en Spin; todas las canciones estuvieron disponibles el 7 de octubre también en dicha página. Un remix hecho por Danny Lahner de «Made of Stone» aparece en la banda sonora y en los créditos finales de la película Underworld: Awakening, y un remix de Photek de "A new way to Bleed" fue incluida en la banda sonora de los Avengers Assemble: Music from and Inspired by the Motion Picture.
El 8 de agosto, Evanescence apareció en MTV estrenando su primer sencillo «What You Want», con una actuación en directo y más tarde los miembros de la banda brindaron una entrevista, el evento fue llamado «First MTV:Evanescence». Lee fue a los estudios Toronto Liberty el 22 de agosto, para seleccionar cinco canciones de las treinta terminadas. Ella seleccionó a «What You Want», «The Change», «The Other Side», «My Heart Is Broken» y «Lost in Paradise». Evanescence actuó en el festival Rock in Rio el 2 de octubre de 2011 e interpretan «What You Want» , «Made Stone», «The Change», «The Other Side», «My Heart Is Broken», «Sick», y varias canciones de sus dos álbumes anteriores Fallen y The Open Door. Antes del lanzamiento del álbum en los Estados Unidos, Amy Lee apareció en Billboard el 11 de octubre de 2011, para la promoción de Evanescence. El 15 de octubre de 2011, la banda apareció en Jimmy Kimmel Live! e interpretaron las canciones «What You Want» y «Going Under». El 12 de diciembre de 2011, actuaron en la ceremonia del Premio Nobel de la Paz donde interpretaron «Lost in Paradise»  y «Bring Me to Life»  de su primer álbum Fallen. El 1 de febrero de 2012, la banda se presentó en The Tonight Show con Jay Leno la canción interpretada fue «My Heart Is Broken» . El 3 de febrero de 2012, interpretaron «Made of Stone» y «The Other Side» en el programa de entretenimiento de Conan.

### Sencillos
El lunes 11 de julio, MTV, dio a conocer un adelanto del primer sencillo del nuevo álbum de Evanescence, el cual se llama «What You Want»  y se lanzó el 9 de agosto. La canción fue bien recibida por los admiradores, y por la crítica musical los cuales alabaron la voz de Amy Lee.
El segundo sencillo confirmado  «My Heart Is Broken»  (que fue propuesta para la banda sonora de The Twilight Saga: Breaking Dawn - Part 1) se dio a conocer en la radio Hot/Mod/AC el 31 de octubre de 2011, y en las estaciones de pop 1 de noviembre de 2011}. fue publicado el 1 de noviembre. El siguiente fue «Lost in Paradise»  el 25 de mayo de 2012 salió a la venta. El vídeo musical oficial de «Lost in Paradise» , lanzado el 14 de febrero de 2013, abarco en la gira en vivo de la banda, con imágenes de la banda tocando la canción filmado por los fanes. «The Other Side»  es un sencillo promocional que logró escucharse en la radio Rock Modern el 11 de junio de 2012 y en la Radio Alternative el 12 de junio de 2012. Un vídeo lírico fue subido al canal de YouTube de la banda el 30 de agosto de 2012, pero Lee declaró que no habría vídeo musical para la canción.

## Lista de canciones
| N.º | Título               | Escritor(es)                           | Duración |  |
| 1.  | «What You Want»      | Lee, Balsamo y McCord                  | 3:40     |  |
| 2.  | «Made of Stone»      | Lee, Balsamo, McCord, Hunt y McLawhorn | 3:33     |  |
| 3.  | «The Change»         | Lee, Balsamo, McCord, Hunt y McLawhorn | 3:42     |  |
| 4.  | «My Heart Is Broken» | Lee, Balsamo, McCord y Hunt            | 4:29     |  |
| 5.  | «The Other Side»     | Lee, Balsamo, McCord y Hunt            | 4:05     |  |
| 6.  | «Erase This»         | Lee, Balsamo, McCord y McLawhorn       | 3:55     |  |
| 7.  | «Lost in Paradise»   | Lee                                    | 4:42     |  |
| 8.  | «Sick»               | Lee, Balsamo, McCord y Hunt            | 3:30     |  |
| 9.  | «End of the Dream»   | Lee, Balsamo, McCord y Hunt            | 3:49     |  |
| 10. | «Oceans»             | Lee, Balsamo y McCord                  | 3:38     |  |
| 11. | «Never Go Back»      | Lee, Balsamo, McCord y Hunt            | 4:27     |  |
| 12. | «Swimming Home»      | Lee y Hunt                             | 3:43     |  |

| Pistas adicionales de la Edición De Lujo |                    |          |  |
| N.º                                      | Título             | Duración |  |
| 13.                                      | «New Way to Bleed» | 3:46     |  |
| 14.                                      | «Say You Will»     | 3:43     |  |
| 15.                                      | «Disappear»        | 3:07     |  |
| 16.                                      | «Secret Door»      | 3:53     |  |

| Pista adicional de la Edición Japonesa |                                                                                        |          |  |
| N.º                                    | Título                                                                                 | Duración |  |
| 17.                                    | «The Last Song I'm Wasting on You» (originalmente aparecido en el Lado B de “Lithium”) | 4:07     |  |
| 18.                                    | «Together Again» (originalmente aparecido en el Lado B de “Lacrymosa”)                 | 3:19     |  |

| Pista adicional de iTunes |                                      |          |  |
| N.º                       | Título                               | Duración |  |
| 19.                       | «What You Want» (Elder Jepson Remix) | 3:18     |  |
| 20.                       | «Made of Stone» (Renholder Remix)    | 3:15     |  |

| Disco 2 de la Edición De Lujo (DVD) |                                                |          |  |
| N.º                                 | Título                                         | Duración |  |
| 1.                                  | «What You Want» (music video)                  | 3:41     |  |
| 2.                                  | «Making the What You Want Music Video – Day 1» | 6:43     |  |
| 3.                                  | «Making the What You Want Music Video – Day 2» | 10:05    |  |
| 4.                                  | «Behind the Scenes – In the Studio»            | 8:25     |  |
| 5.                                  | «Behind the Scenes at the Photoshoot»          | 3:03     |  |
| 6.                                  | «On the Songs»                                 | 8:41     |  |

### EdiciónDe Lujo
El álbum Evanescence tiene una versión De Lujo. Esta cuenta con cuatro canciones adicionales a las 12 ya existentes en la versión estándar. Amy explicó que fue difícil decidir qué canciones, de las 16 compuestas, no estarían en la versión común del álbum. Además, esta versión trae un DVD con el videoclip de “What You Want” y el “Detrás de Escenas” del álbum.